# Embarcation commando à usage multiple embarquable de nouvelle génération
L'ECUME NG (Embarcation commando à usages multiples embarquable de nouvelle génération) est une embarcation d'intervention militaire en service dans la Marine nationale française, spécialement conçue pour ses Commandos marine par Zodiac Milpro. L'ECUME NG dispose de capacités de projection accrues et peut être aérolarguée d'un aéronef de transport tactique, transportée sous hélicoptère, embarquée sur un grand nombre de bâtiments militaires ou navires civils, ainsi que transportée par voie routière sur remorque. Développée sur la base du Zodiac Hurricane ZH-935, l'ECUME NG dont la référence industrielle est ZH-930 est fabriquée à partir d'une coque en composite et d'une propulsion diesel à bord. L'ECUME NG est un vecteur commando venant compléter le parc des embarcations ETRACO (Embarcations de transport rapides commando) également produites par Zodiac Milpro.

## Historique
Le programme ECUME NG a fait suite à l’échec du programme initial ECUME qui avait été notifié à la société VT Halmatic (BAE Systems) en juin 2006 et annulé par la DGA (Direction générale de l'Armement) en janvier 2009 suite à l’incapacité du prototype à atteindre les performances du cahier des charges.
Notifié en 2011, le programme ECUME NG prévoyait à l'origine la construction de 20 embarcations au profit des Commandos marine puis une réduction à 15 unités. Le programme a vu la livraison en 2013 de la première unité qui a subi toute une série d'essais sur plusieurs mois avant la validation de la commande du reste du parc. En aout 2016, les quinze ECUME NG ont été réceptionnées par la marine nationale.

## Configurations
L'ECUME NG est un vecteur multimission capable de se reconfigurer suivant le type d'opération à effectuer. Il existe plusieurs configurations types, qui permettent à cette embarcation d'être qualifiée de "couteau suisse sans équivalent dans le monde" (ALFUSCO - Amiral Coupry - 2014),
- commandement : poste de commandement tactique avancé
- appui-feu : mise en œuvre de mitrailleuses de calibre 12,7 mm (.50 cal), lance-grenades[5] ...
- assaut : reprise de vive force d'un navire
- vecteur sous-marin : projection de tracteurs sous-marins
- raid : projection d'embarcations gonflables FC-470 Futura Commando
- kayak : projection de kayaks

## Interopérabilité et projection
L'ECUME NG est développée, dès la rédaction de son cahier des charges, pour pouvoir être projetée via un grand nombre d'équipements en service dans les forces armées françaises.
- embarquement sur les navires de la Marine Nationale française (FREMM, PHA, FLF, bâtiments de soutien).
- transport routier sur remorque
- aérotransport sur remorque via C-130 Hercules et Airbus A400M Atlas
- aérolargage sur palettes via C-130 Hercules et Airbus A400M Atlas[7]

## Caractéristiques
L'ECUME NG est une embarcation dont la conception prend en compte, dès la rédaction du cahier des charges, un grand nombre d'exigences d’interopérabilité avec les équipements militaires et de performances nautiques. La réponse globale à l'ensemble de ces exigences a abouti aux caractéristiques de l'ECUME NG.
- longueur : 9,30 mètres
- déplacement en charge : 7 tonnes
- déplacement lège : 4 tonnes
- vitesse : supérieure à 50 nœuds
- autonomie : supérieure à 250 milles nautiques
- personnel : jusqu'à 12 commandos
- motorisation : inboard 2 × 300 ch[5]